# العلاقات الآيسلندية الأرمينية
العلاقات الآيسلندية الأرمينية هي العلاقات الثنائية التي تجمع بين آيسلندا وأرمينيا.

## مقارنة بين البلدين
هذه مقارنة عامة ومرجعية للدولتين:
| وجه المقارنة                                              | آيسلندا          | أرمينيا                    |
| --------------------------------------------------------- | ---------------- | -------------------------- |
| المساحة (كم2)                                             | 103.00 ألف       | 29.74 ألف                  |
| عدد السكان (نسمة)                                         | 317.35 ألف       | 2.93 مليون                 |
| الكثافة السكانية (ن./كم²)                                 | 3.08             | 98.52                      |
| العاصمة                                                   | ريكيافيك         | يريفان                     |
| اللغة الرسمية                                             | اللغة الآيسلندية | لغة أرمنية                 |
| العملة                                                    | كرونة آيسلندية   | درام أرميني                |
| الناتج المحلي الإجمالي (بليون دولار)                      | 23.91 مليار      | 11.54 مليار                |
| الناتج المحلي الإجمالي (تعادل القوة الشرائية) بليون دولار | 15.79 مليار      | 25.41 مليار                |
| الناتج المحلي الإجمالي الاسمي للفرد دولار أمريكي          | 50.17 ألف        | 3.49 ألف                   |
| الناتج المحلي الإجمالي للفرد دولار أمريكي                 | 46.55 ألف        | 8.07 ألف                   |
| مؤشر التنمية البشرية                                      | 0.899            | 0.743                      |
| رمز المكالمات الدولي                                      | +354             | +374                       |
| رمز الإنترنت                                              | .is              | .am، .հայ ‏                 |
| المنطقة الزمنية                                           | 00، أوروبا/لندن ‏ | ت ع م+04:00، توقيت أرمينيا |

## منظمات دولية مشتركة
يشترك البلدان في عضوية مجموعة من المنظمات الدولية، منها:
| علم المنظمة | اسم المنظمة                               | تاريخ انضمام آيسلندا | تاريخ انضمام أرمينيا |
| ----------- | ----------------------------------------- | -------------------- | -------------------- |
|             | مؤسسة التنمية الدولية                     | 19 مايو 1961         | 25 أغسطس 1993        |
|             | يونسكو                                    | 8 يونيو 1964         | 9 يونيو 1992         |
|             | وكالة ضمان الاستثمار متعدد الأطراف        | 25 سبتمبر 1998       | 5 ديسمبر 1995        |
|             | الأمم المتحدة                             | 19 نوفمبر 1946       | 2 مارس 1992          |
|             | مجلس أوروبا                               | ?                    | 25 يناير 2001        |
|             | الفريق المعني برصد الأرض                  | ?                    | ?                    |
|             | الاتحاد البريدي العالمي                   | ?                    | ?                    |
|             | البنك الدولي للإنشاء والتعمير             | 27 ديسمبر 1945       | 16 سبتمبر 1992       |
|             | الاتحاد الدولي للاتصالات                  | 1 أكتوبر 1906        | 30 يونيو 1992        |
|             | منظمة حظر الأسلحة الكيميائية              | ?                    | ?                    |
|             | مؤسسة التمويل الدولية                     | 20 يوليو 1956        | 18 أبريل 1995        |
|             | المركز الدولي لتسوية المنازعات الاستشارية | 14 أكتوبر 1966       | 16 أكتوبر 1992       |
|             | منظمة التجارة العالمية                    | ?                    | 5 فبراير 2003        |
|             | منظمة الشرطة الجنائية الدولية             | ?                    | ?                    |
|             | منظمة الأمن والتعاون في أوروبا            | 25 يونيو 1973        | 30 يناير 1992        |

## وصلات خارجية
- موقع وزارة الخارجية الآيسلندية
- موقع وزارة الخارجية الأرمينية